# FG Sagittae
FG Sagittae (FG Sge) è una stella variabile visibile in direzione della costellazione della Freccia; dista circa 8000 al dalla Terra. FG Sagittae è situata al centro di una nebulosità nota come Henize 1-5.
La variabile fu scoperta nel 1943. Nel 1955 fu effettuata una prima registrazione del suo spettro, che risultava essere oscillante tra B4Ieq e la classe A, con un periodo di pulsazione di 15 giorni; la stella possedeva dunque un colore marcatamente bianco-azzurro. Tuttavia, col passare del tempo la stella espanse le proprie dimensioni, raffreddandosi e mutando di conseguenza colore fino a divenire dapprima una stella gialla (classe G, 1991), quindi arancione (classe K); di pari passo si allungò il periodo di variabilità, attualmente superiore ai 100 giorni.
Sin dal 1992 la stella ha manifestato riduzioni e successivi aumenti di luminosità simili a quelli caratteristici delle variabili R Coronae Borealis; tale comportamento sarebbe da attribuirsi alla penuria di idrogeno tipica di questa classe di stelle evolute.
Si è ipotizzato anche che questa stella sia andata incontro a un così detto late thermal pulse (LTP, impulso termico tardivo), ovvero una pulsazione termonucleare data dall'innesco di reazioni riguardanti l'elio successivamente all'abbandono da parte della stella del ramo asintotico delle giganti (AGB) in direzione della regione delle nane bianche.